# ۱۵ تیر
۱۵ تیر صد و هشتمین روز سال در گاه‌شماری خورشیدی است. تا پایان سال ۲۵۷ روز (۲۵۸ روز در سال کبیسه) باقی‌است.

## رویدادها
- ۱۳۳۰ - انحلال کنسولگری ایران در اسرائیل به دستور دولت نخست محمد مصدق به دلیل مشکل‌های مالی
- ۱۳۷۲ - رقابت ۱۵ تیر ۱۳۷۲ تیم ملی فوتبال ایران با تیم ملی فوتبال سوریه در مرحله مقدماتی جام جهانی فوتبال ۱۹۹۴ آسیا
- ۱۳۹۰ - جنایت پل مدیریت تهران
- ۱۳۹۴ - حادثه ۱۵ تیر ۱۳۹۴ هواپیمایی زاگرس
- ۱۴۰۳ - برگزاری دوره دوم چهاردهمین انتخابات ریاست‌جمهوری ایران

## زادروزها
- ۱۳۱۲ - رضا داوری اردکانی، فیلسوف
- ۱۳۳۲ - رضا فیاضی، بازیگر
- ۱۳۵۴ - امیرعباس فخرآور، از مخالفان جمهوری اسلامی ایران
- ۱۳۵۸ - محسن بنگر، فوتبالیست
- ۱۳۶۲ - بهنام صفوی، خواننده
- ۱۳۶۷ - عماد میرجوان، فوتبالیست

## درگذشت‌ها
- ۱۳۶۰ - علی انصاری، دومین استاندار گیلان پس از انقلاب ۱۳۵۷
- ۱۳۶۰ - محمد نورانی، معاون عمرانی علی انصاری
- ۱۳۶۹ - مجید محسنی، بازیگر
- ۱۴۰۴ - امیر ابوطالب، بازیکن و مربی فوتبال

## مناسبتها
- Maidh-yo-shema: (میدیوشـِیم) – روز پانزدهم تیرماه، صدوپنج‌مین روز سال که در این روز «آب» آفریده شد.ترجمه این گهنبار ، هنگام برداشت نیمی از دانه ها و میوه هاست .